# Callipia rosetta
Callipia rosetta là một loài bướm đêm trong họ Geometridae.